# Saint-Brieuc-des-Iffs
Saint-Brieuc-des-Iffs is een gemeente in het Franse departement Ille-et-Vilaine (regio Bretagne) en telt 352 inwoners (2004). De plaats maakt deel uit van het arrondissement Rennes.

## Geografie
De oppervlakte van Saint-Brieuc-des-Iffs bedraagt 8,2 km², de bevolkingsdichtheid is 42,9 inwoners per km².
De onderstaande kaart toont de ligging van Saint-Brieuc-des-Iffs met de belangrijkste infrastructuur en aangrenzende gemeenten.

## Demografie
Onderstaande figuur toont het verloop van het inwonertal (bron: INSEE-tellingen).

1. ↑  Populations de référence 2022.